# Тхелидзе, Георгий Кириллович
Георгий Кириллович Тхелидзе (1916 год, село Лаше, Шорапанский уезд, Кутаисская губерния, Российская империя — неизвестно, село Лаше, Харагаульский район, Грузинская ССР) — звеньевой колхоза «Цители схиви» Лашинского сельсовета Орджоникидзевского района, Грузинская ССР. Герой Социалистического Труда (1950).

## Биография
Родился в 1916 году в крестьянской семье в селе Лаше Шорапанского уезда. В послевоенные годы — бригадир виноградарей в колхозе «Цители схиви» Орджоникидзевского района.
В 1949 году бригада под его руководством собрала в среднем с каждого гектара по 76 центнера винограда шампанских вин на площади 12 гектаров. Указом Президиума Верховного Совета СССР от 5 сентября 1950 года удостоен звания Героя Социалистического Труда за «получение высоких урожаев винограда в 1949 году» с вручением ордена Ленина и золотой медали «Серп и Молот» (№ 5670).
После выхода на пенсию проживал в родном селе Лаше Харагаульского района. Дата смерти не установлена.